# A Linha da Beleza
A Linha da Beleza, publicado originalmente em inglês em 2004 sob o título The Line of Beauty, é uma novela do escritor inglês Alan Hollinghurst. O livro recebeu o distinto prémio para literatura de língua inglesa Man Booker Prize em 2004.
The Line of Beauty é uma história passada em Londres, que gira em torno da SIDA e é dominada pela política de Thatcher.

## Personagens
- Nick
- Gareth - historiador
- Lady Partridge

## Minissérie
No canal português 2: foi emitida uma mini-série de 3 episódios baseada no livro e produzida pela BBC.